# Commodore 4040
El Commodore 4040 es el reemplazo de los modelos anteriores 2040 (Estados Unidos) Y 3040 (Europa) con una versión actualizada del Commodore DOS, en lugar de la versión 1.0 de estas últimas. Es un subsistema de doble unidad de disquetes de 5¼" de Commodore Business Machines. Utiliza una forma de caja ancha y la interfaz paralela IEEE-488 común a las computadoras Commodore PET/CBM.
Estos modelos de unidad utilizan un formato de almacenamiento de datos de disquete de una sola densidad y una sola cara, similar al utilizado por las unidades Commodore 1540 y 1541, pero con un marcador de datos ligeramente diferente que indica qué modelo originalmente formateó el disco. El formato de disco de bajo nivel es lo suficientemente similar como para permitir la lectura entre modelos, pero lo suficientemente diferente como para que una serie de modelos de unidad no pueda escribir de manera confiable en discos formateados con una de las otras series de modelos. Una diferencia de un byte de encabezado adicional es lo que causa esta incompatibilidad de escritura.
El esquema Group Coded Recording (GCR) de codificación binaria se utiliza para almacenar datos en el disco magnético. La unidad también utiliza un reloj de bits variable para permitir una mayor densidad de datos en un disquete estándar de densidad simple. Es una forma de grabación de densidad de bits constante que se realiza aumentando gradualmente la frecuencia de reloj (velocidad angular constante de la zona, ZCAV) y almacenando más sectores físicos en las pistas externas que en las internas (grabación de bits de zona, ZBR). Comenzando con la unidad Commodore 2040, esto le permitió a Commodore almacenar 170 kB en un disquete estándar de una sola cara y densidad simple de 5,25".